# Piet Rombout
Peter (Piet) Jacobus Rombout (Renkum, 3 mei 1901 - Amersfoort, 18 maart 1945) was een Nederlandse verzetsstrijder.

## Levensloop

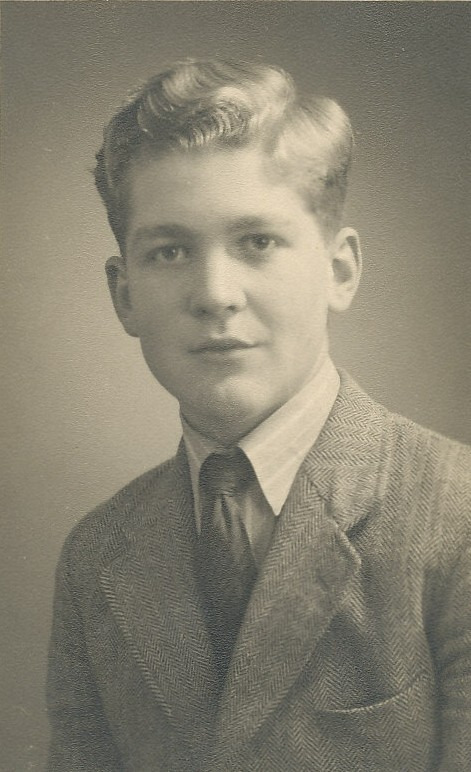
Piets zoon Ferdi die bij dezelfde dropping werd gepakt en een kleine twee weken later werd geëxecuteerd.

Rombout werd geboren in een gezin als de jongste van negen kinderen. Hij groeide op in Ede en volgde een opleiding tot timmerman aan de Ambachtsschool in Utrecht. Hij was pacifist en lid van de socialistische SDAP. In Ede was hij zeer actief als lid van gymnastiekvereniging Sparta. In juli 1936 bezocht hij een vriend in Duitsland en schrok van het antisemitisme en militarisme. Na terugkeer hield hij een lezing bij de lokale SDAP-afdeling waarbij hij verslag deed van zijn reis.
Op het moment dat de Oorlog uitbrak werkte Rombout voor de gemeente Ede als bouwtekenaar. Door toedoen van Jo van den Bent pleegde hij zijn eerste verzetsdaden: het namaken van handtekeningen nodig voor diverse papieren. In eerste instantie was het verzet in Nederland nog losjes georganiseerd, maar de verschillende personen en groepen gingen na verloop van tijd steeds beter samenwerken. In mei 1943 sloot het Edese verzet zich aan bij de Landelijke Organisatie voor Hulp aan Onderduikers (LO). In oktober 1943 werd Rombouts oudste zoon Paul opgepakt vanwege het luisteren naar een verboden radio-uitzending. Hij zat acht maanden vast in Kamp Amersfoort.
In september 1944 trad Rombout als stafmedewerker toe tot de nieuw opgerichte Binnenlandse Strijdkrachten, evenals zijn tweede zoon Ferdi. Hij nam deel aan meerdere wapendroppings. Op weg naar een van die droppings reed Rombout met zijn fiets van een dijkje af en kwam in de sloot terecht. Door de kou had hij het daarna zwaar te verduren, met als gevolg dat hij afhaakte.
Rombout werkte meestal vanaf de boerderij de Wester Wetering van Aart Melis Jochemsen, waar hij onder andere kaarten maakte met gegevens over de Duitse troepenverplaatsingen.  Samen met Abraham du Bois zette Rombout de route uit voor Operatie Pegasus 2. Het doel van deze operatie was om zo'n tachtig geallieerde militairen, veelal ondergedoken na de verloren Slag om Arnhem, en verschillende Nederlandse verzetslieden, achter de geallieerde linies aan de overkant van de Rijn te krijgen. De operatie liep uit op een mislukking, met verschillende doden tot gevolg.
Er vond in de nacht van 2 maart 1945 een wapendropping plaats in de velden tussen Ede en Lunteren. Een paar dagen later werd er vanuit Engeland de vraag gesteld of het veilig was op dezelfde plek opnieuw een dropping te houden. Dat was niet het geval, want na de dropping werden Rombout, zijn zoon Ferdi en zestien anderen aangehouden in de buurt van de kruising van de Goorsteeg en Hessenweg nabij Lunteren. Rombout zelf slaagde erin op het moment van arrestatie alsnog te ontsnappen. Een dag later hielden de Duitsers hem alsnog aan op de Wekeromseweg. Rombout was op dat moment onderweg richting zijn onderduikadres in Wekerom. Zijn zoon Paul was getuige van de arrestatie en werd kort daarna ook ingerekend.
Rombout werd in de dagen daarna door de Sicherheitsdienst ondervraagd en vastgehouden in de villa De Eekhorst in Lunteren. Hij deed een nieuwe ontsnappingspoging, maar werd neergeschoten. De ondervragingen van de zwaargewonde Rombout gingen echter gewoon door. Een week na zijn arrestatie  maakte Rombout, nog steeds zwaargewond en zonder uitzicht op verbetering, in Kamp Amersfoort een einde aan zijn leven. Twee dagen later werden de andere Edese arrestanten, waaronder zijn zoon Ferdi, gefusilleerd uit vergelding voor de moord op de "foute" politieman Diederik Lutke Schipholt een paar dagen eerder.

## Persoonlijk
Rombout was getrouwd met Marie de Bondt. Samen kregen zij vier kinderen. In april 2017 werd bekend dat er een Piet Romboutlaan komt in de nieuw te bouwen verzetsheldenbuurt op het voormalige kazernecomplex Ede-Oost.